# Wan Houliang
Wan Houliang (萬厚良T, 万厚良S, Wàn HòuliángP; Pechino, 25 febbraio 1986) è un ex calciatore cinese, nel ruolo di difensore.

## Carriera

### Nazionale
Esordisce con la Cina il 19 dicembre 2008 contro l'Iran.